# Tweelichamenprobleem
Het tweelichamenprobleem is de beschrijving op basis van de klassieke mechanica van de beweging van twee lichamen die slechts door elkaar beïnvloed worden, en waarbij de kracht die zij van elkaar ondervinden, een aantrekkende of afstotende kracht tussen de massamiddelpunten van de beide lichamen is, en de grootte van de kracht alleen van de afstand {\displaystyle r} tussen beide lichamen afhangt. Het massamiddelpunt van de twee lichamen samen staat stil of beweegt in een rechte lijn met constante snelheid (eenparig rechtlijnige beweging). De middelpunten van de lichamen blijven in één vlak, loodrecht op het impulsmoment, dat gegeven wordt door een vector. Het impulsmoment is volgens de wet van behoud van impuls constant.
Een bekend voorbeeld van een tweelichamenprobleem is de beschrijving van de baan van een planeet om de zon, waarbij de invloed van de andere planeten verwaarloosd wordt. De vergelijking van Kepler geeft de wiskundige vergelijking voor de snelheid van een planeet in haar baan om de zon.
Andere voorbeelden zijn de botsing van twee deeltjes, een dubbelster, een planeet met een maan, het waterstofatoom, steeds onder verwaarlozing van de invloed van krachten buiten het systeem van de twee lichamen.
Berekeningen aan meer lichamen, zoals bij het drielichamenprobleem, zijn complexer dan het tweelichamenprobleem.

## Reductie tot twee onafhankelijke eenlichaamproblemen

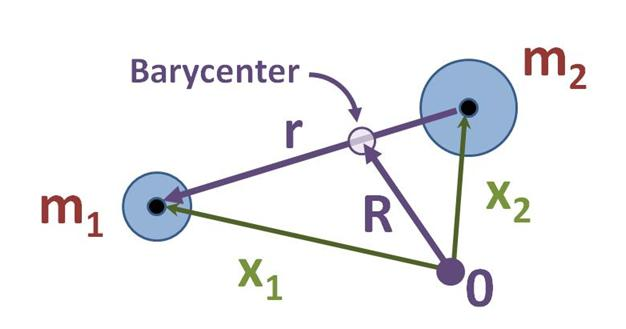
Tweelichamenprobleem ontbonden in: and met

Het tweelichamenprobleem met massa's {\displaystyle m_{1}} en {\displaystyle m_{2}} wordt beschreven door de vergelijkingen:
{\displaystyle {\vec {F}}=m_{1}{\ddot {\vec {x}}}_{1}}
en
{\displaystyle -{\vec {F}}=m_{2}{\ddot {\vec {x}}}_{2}},
waarin {\displaystyle {\vec {F}}} de kracht is die het tweede lichaam op het eerste uitoefent, en {\displaystyle {\vec {x}}_{1}} en {\displaystyle {\vec {x}}_{2}} de posities van de beide lichamen zijn. De twee punten staan voor de tweede afgeleide naar de tijd.
Optellen van beide vergelijkingen levert:
{\displaystyle m_{1}{\ddot {\vec {x}}}_{1}+m_{2}{\ddot {\vec {x}}}_{2}=0}
Herschrijven als 
{\displaystyle {\frac {1}{m_{1}}}{\vec {F}}={\ddot {\vec {x}}}_{1}} en {\displaystyle {\frac {1}{m_{2}}}{\vec {F}}=-{\ddot {\vec {x}}}_{2}}
en optellen geeft:
{\displaystyle {\ddot {\vec {r}}}={\ddot {\vec {x}}}_{1}-{\ddot {\vec {x}}}_{2}=\left({\frac {1}{m_{1}}}+{\frac {1}{m_{2}}}\right){\vec {F}}={\frac {1}{m}}{\vec {F}}},
waarin 
{\displaystyle m=\left({\frac {1}{m_{1}}}+{\frac {1}{m_{2}}}\right)^{-1}}
de zogenaamde gereduceerde massa is en
{\displaystyle {\vec {r}}={\vec {x}}_{1}-{\vec {x}}_{2}}
de relatieve onderlinge positie, waarvoor geldt:
{\displaystyle {\vec {F}}=m{\ddot {\vec {r}}}}

### De eerste vergelijking
De eerste vergelijking luidt:
{\displaystyle m_{1}{\ddot {\vec {x}}}_{1}+m_{2}{\ddot {\vec {x}}}_{1}=0}
Nu is de positie van het gemeenschappelijk zwaartepunt bepaald door:
{\displaystyle {\vec {R}}={\frac {m_{1}{\vec {x}}_{1}+m_{2}{\vec {x}}_{2}}{m_{1}+m_{2}}}}
Voor het zwaartepunt geldt dus:
{\displaystyle {\ddot {\vec {R}}}={\frac {m_{1}}{m_{1}+m_{2}}}{\ddot {\vec {x}}}_{1}+{\frac {m_{2}}{m_{1}+m_{2}}}{\ddot {\vec {x}}}_{2}=0}
Dat betekent dat het zwaartepunt geen versnelling ondergaat en dus beweegt met constante snelheid (eventueel stilstaat). Ook is de totale impuls
{\displaystyle m_{1}{\dot {\vec {x}}}_{1}+m_{2}{\dot {\vec {x}}}_{2}}
constant, zodat de positie van het zwaartepunt afgeleid kan worden uit de beginposities en de beginsnelheden. 

### De tweede vergelijking
De tweede vergelijking luidt:
{\displaystyle {\vec {F}}={\vec {F}}(r)=m{\ddot {\vec {r}}}}
en die kan worden opgelost als bij de beweging van één lichaam met een massa gelijk aan de gereduceerde massa, in een radiaal krachtveld corresponderend met de betreffende kracht. Dit geeft binnen het baanvlak een stelsel van twee tweede-orde gewone differentiaalvergelijkingen voor de twee coördinaten van de plaatstijdfunctie.
In poolcoördinaten wordt dat:
{\displaystyle 2{\dot {r}}{\dot {\vartheta }}+r{\ddot {\vartheta }}=0}
{\displaystyle F(r)=m({\ddot {r}}-r{\dot {\vartheta }}^{2})}
of, met de hoeksnelheid {\displaystyle \omega ={\dot {\vartheta }}}:
{\displaystyle 2{\dot {r}}\omega +r{\dot {\omega }}=0}, d.w.z. {\displaystyle {\frac {\mathrm {d} }{\mathrm {d} t}}(\omega r^{2})=0}, of {\displaystyle \omega r^{2}=h\ {\text{(constant)}}}
{\displaystyle F(r)=m({\ddot {r}}-r\omega ^{2})}, dus {\displaystyle {\frac {F(r)}{m}}={\ddot {r}}-{\frac {h^{2}}{r^{3}}}}
De beweging is planair
De relatieve beweging van de beide lichamen ten opzichte van elkaar vindt plaats in een vlak in het referentiesysteem van het massazwaartepunt.
Voor de impuls {\displaystyle {\vec {p}}} en het impulsmoment {\displaystyle {\vec {L}}} ten opzichte van het massazwaartepunt geldt namelijk: 
{\displaystyle {\vec {L}}={\vec {r}}\times {\vec {p}}={\vec {r}}\times m{\frac {\mathrm {d} {\vec {r}}}{\mathrm {d} t}}}
Voor de verandering in het impulsmoment geldt dus
{\displaystyle {\frac {\mathrm {d} {\vec {L}}}{\mathrm {d} t}}={\dot {\vec {r}}}\times m{\dot {\vec {r}}}+{\vec {r}}\times m{\ddot {\vec {r}}}={\vec {r}}\times m{\ddot {\vec {r}}}={\vec {r}}\times {{\vec {F}}(r)}=0}
Het impulsmoment is dus behouden, en de vector {\displaystyle {\vec {r}}} en de impuls {\displaystyle {\vec {p}}}, dus ook de snelheid {\displaystyle {\dot {\vec {r}}}} liggen steeds in een vlak loodrecht op {\displaystyle {\vec {L}}}.
Omdat voor de snelheid geldt:
{\displaystyle {\dot {\vec {r}}}={\dot {r}}{\vec {e}}_{r}+r{\dot {\varphi }}{\vec {e}}_{\varphi }}
volgt:
{\displaystyle {\vec {L}}={\vec {r}}\times m{\dot {\vec {r}}}={\vec {r}}\times mr{\vec {\omega }}}
met {\displaystyle {\vec {\omega }}={\dot {\varphi }}{\vec {e}}_{\varphi }} de hoeksnelheid, zodat de grootte van het impulsmoment gelijk is aan:
{\displaystyle L=mr^{2}\omega =mh}
Energie
In het geval van een conservatieve kracht, heeft het systeem een potentiële energie {\displaystyle U({\vec {r}})}, zodat de totale energie gegeven wordt door:
{\displaystyle E_{\text{tot}}={\tfrac {1}{2}}m_{1}\|{\dot {\vec {x}}}_{1}\|^{2}+{\tfrac {1}{2}}m_{2}\|{\dot {\vec {x}}}_{2}\|^{2}+U({\vec {r}})={\tfrac {1}{2}}(m_{1}+m_{2})\|{\dot {\vec {R}}}\|^{2}+{\tfrac {1}{2}}m\|{\dot {\vec {r}}}\|^{2}+U({\vec {r}})}
In het referentiesysteem van het massazwaartepunt is de kinetische energie minimaal, zodat daar de totale energie gelijk is aan:
{\displaystyle E={\tfrac {1}{2}}m\|{\dot {\vec {r}}}\|^{2}+U({\vec {r}})}
Differentiaalvergelijking
De grootte van de onderlinge versnellingsvector (met een minteken bij aantrekking) wijkt door de middelpuntzoekende versnelling af van de tweede afgeleide naar de tijd van de afstand:
{\displaystyle a(r)={\ddot {r}}-r\omega ^{2}={\ddot {r}}-{\frac {h^{2}}{r^{3}}}}
Voor {\displaystyle h\neq 0} kan de afhankelijkheid van de tijd buiten beschouwing gelaten worden en {\displaystyle r} als functie van {\displaystyle \theta } bepaald worden. Met de substitutie {\displaystyle u=1/r} volgt:
{\displaystyle {\dot {r}}={\frac {\mathrm {d} r}{\mathrm {d} \theta }}{\dot {\theta }}={\frac {\mathrm {d} r}{\mathrm {d} \theta }}\omega ={\frac {\mathrm {d} r}{\mathrm {d} \theta }}{\frac {h}{r^{2}}}=-h{\frac {\mathrm {d} u}{\mathrm {d} \theta }}}
en
{\displaystyle {\ddot {r}}=-h{\frac {\mathrm {d} }{\mathrm {d} t}}{\frac {\mathrm {d} u}{\mathrm {d} \theta }}=-h{\frac {\mathrm {d} }{\mathrm {d} \theta }}{\frac {\mathrm {d} u}{\mathrm {d} \theta }}\omega =-h\omega {\frac {\mathrm {d} ^{2}u}{\mathrm {d} \theta ^{2}}}=-h^{2}u^{2}{\frac {\mathrm {d} ^{2}u}{\mathrm {d} \theta ^{2}}}},
zodat de diffrentiaalvergelijking overgaat in:
{\displaystyle {\frac {\mathrm {d} ^{2}u}{\mathrm {d} \theta ^{2}}}+u=-{\frac {a(1/u)}{h^{2}u^{2}}}}
Bij de baansnelheid of omloopsnelheid kunnen onderscheiden worden:
- de radiale baansnelheid {\displaystyle {\dot {r}}=-h{\frac {\mathrm {d} u}{\mathrm {d} \theta }}}
- de transversale baansnelheid {\displaystyle \omega r={\frac {h}{r}}=hu}

Als voor {\displaystyle t\to \infty } of {\displaystyle t\to -\infty } het zo is dat {\displaystyle r\to \infty } dan gaat de transversale baansnelheid naar nul, dus de snelheid gaat naar nul of de richting nadert naar de radiale richting. Als hierbij de snelheid naar nul gaat kan {\displaystyle \theta } naar een eindige limiet gaan, zoals bij {\displaystyle p=2}, of naar oneindig of min oneindig, zoals bij {\displaystyle p=3}.
Een voorbeeld dat hieronder verder niet wordt behandeld is een volkomen elastische botsing van bolvormige lichamen, zonder wrijving.

#### Specifieke baanenergie en specifiek impulsmoment
De specifieke baanenergie {\displaystyle \varepsilon }, de som van de specifieke kinetische energie en de potentiaal, en het specifieke impulsmoment {\displaystyle h} worden verkregen door te delen door de gereduceerde massa.
Voor het specifieke impulsmoment geldt
{\displaystyle h=r^{2}\omega },
met {\displaystyle \omega } de hoeksnelheid.

## p-de-machtswet
Laat {\displaystyle a} gelijk zijn aan de grootte van de kracht gedeeld door de gereduceerde massa. Hieronder wordt aangenomen dat {\displaystyle a=-\mu /r^{p}}, met {\displaystyle \mu \neq 0} (positief bij een aantrekkende kracht, en negatief bij een afstotende, met dimensie {\displaystyle {\text{lengte}}^{p+1}\cdot {\text{tijd}}^{-2}}). {\displaystyle \mu } kan van de gereduceerde massa afhangen, maar hangt niet van {\displaystyle r} af.
De differentiaalvergelijking voor de afstand als functie van de tijd wordt nu dus:
{\displaystyle {\ddot {r}}={\frac {h^{2}}{r^{3}}}-{\frac {\mu }{r^{p}}}}
Voor {\displaystyle h\neq 0} kunnen we weer de afhankelijkheid van de tijd buiten beschouwing laten; we krijgen dan:
{\displaystyle {\frac {\mathrm {d} ^{2}u}{\mathrm {d} \theta ^{2}}}+u={\frac {\mu u^{p-2}}{h^{2}}}}
Bij een aantrekkende kracht is voor {\displaystyle p\neq 3} voor elke {\displaystyle h} een van de oplossingen een eenparig cirkelvormige beweging met
{\displaystyle r=\left({\frac {h^{2}}{\mu }}\right)^{\frac {1}{3-p}}}
Voor {\displaystyle p=3} geldt voor elke cirkelbaan {\displaystyle h={\sqrt {\mu }}}.
Voor elke {\displaystyle p} geldt bij deze cirkelbanen:
{\displaystyle v=\mu ^{\frac {1}{2}}r^{\frac {1-p}{2}}}
Bij {\displaystyle p>1} wordt de potentiële energie bij oneindige afstand op nul gesteld, bij {\displaystyle p<1} die bij {\displaystyle r=0}; bij {\displaystyle p=1} moet een ander referentiepunt gekozen worden (hieronder: {\displaystyle r=1}). De energievergelijking wordt nu voor {\displaystyle p\neq 1}:
{\displaystyle \varepsilon ={v^{2} \over 2}-{\mu  \over (p-1)r^{p-1}}}
en voor {\displaystyle p=1}:
{\displaystyle \varepsilon ={v^{2} \over 2}+\mu \ln r}
De specifieke radiale kinetische energie is dus voor {\displaystyle p\neq 1}:
{\displaystyle \varepsilon -{h^{2} \over 2r^{2}}+{\mu  \over (p-1)r^{p-1}}}
en voor {\displaystyle p=1}:
{\displaystyle \varepsilon -{h^{2} \over 2r^{2}}-\mu \ln r}
Voor iedere combinatie van potentiële waarden van {\displaystyle \varepsilon }, {\displaystyle h} en {\displaystyle r} geldt dat als de zo berekende specifieke radiale kinetische energie niet-negatief is deze combinatie mogelijk is. Voor iedere combinatie van {\displaystyle \varepsilon } en {\displaystyle h} volgt hieruit of deze mogelijk is, en zo ja, welke waarden van {\displaystyle r} daarbij mogelijk zijn. Meestal is er voor iedere mogelijke combinatie van {\displaystyle \varepsilon } en {\displaystyle h} in essentie één baan waarbij {\displaystyle r} alle mogelijke waarden doorloopt, maar voor {\displaystyle p=3} hebben alle cirkelbanen dezelfde combinatie {\displaystyle h={\sqrt {\mu }},\,\varepsilon =0}.
Bij een aantrekkende kracht met {\displaystyle p\leq 1} zou het oneindig veel energie kosten om in het oneindige te komen, dus iedere baan is begrensd. Van een afstotende kracht met {\displaystyle p\leq 1} is niet realistisch dat die op onbeperkt grote afstand blijft gelden, dan zou oneindig veel potentiële energie vrijkomen bij een beweging naar het oneindige. Bij een afstotende kracht met {\displaystyle p>1} is er een minimale afstand groter dan nul wegens de eindige {\displaystyle \varepsilon }.
Bij een aantrekkende kracht met {\displaystyle p>1} geeft de vergelijking
{\displaystyle {v^{2} \over 2}-{\mu  \over (p-1)r^{p-1}}=0}
voor iedere afstand de ontsnappingssnelheid.
Bij een aantrekkende kracht met {\displaystyle p=-1} hebben we een radiale harmonische oscillator (met een radiale kracht volgens de Wet van Hooke); de energievergelijking wordt dan:
{\displaystyle \varepsilon ={{v^{2}+\mu r^{2}} \over 2}}
De divergentie van het vectorveld voor de versnelling is
{\displaystyle \operatorname {div} \,{\vec {a}}={\frac {1}{r^{2}}}{\frac {\partial }{\partial r}}(r^{2}a)=(p-2){\frac {\mu }{r^{p+1}}}}
Voor {\displaystyle p=2} is de divergentie dus nul buiten de oorsprong. In dit geval kan men veldlijnen tekenen of zich voorstellen die buiten de oorsprong nergens beginnen of eindigen, en waarvan de dichtheid (aantal lijnen per oppervlakte-eenheid) evenredig is met {\displaystyle a}.

### Schaling
Gegeven een bepaalde baan is bij dezelfde {\displaystyle \mu } ook een gelijkvormige baan mogelijk met de lengtes vermenigvuldigd met {\displaystyle k^{2}} (met {\displaystyle k} een willekeurige positieve constante). De doorlooptijd van een gelijkvormig deel van de baan wordt dan vermenigvuldigd met {\displaystyle k^{p+1}}. Overeenkomstig de dimensies worden snelheden vermenigvuldigd met {\displaystyle k^{1-p}}, versnellingen met {\displaystyle k^{-2p}}, {\displaystyle h} met {\displaystyle k^{3-p}} en {\displaystyle \varepsilon } met {\displaystyle k^{2-2p}}.
Als {\displaystyle \mu } vermenigvuldigd wordt met {\displaystyle k^{2}}, worden bij dezelfde baan de doorlooptijden vermenigvuldigd met {\displaystyle k^{-1}}, de snelheden vermenigvuldigd met {\displaystyle k}, de versnellingen met {\displaystyle k^{2}}, {\displaystyle h} met {\displaystyle k} en {\displaystyle \varepsilon } met {\displaystyle k^{2}}.
Voor {\displaystyle p\neq -1} geldt dat als {\displaystyle \mu } vermenigvuldigd wordt met {\displaystyle k^{p+1}}, bij dezelfde doorlooptijden de afstanden, snelheden en versnellingen vermenigvuldigd worden met {\displaystyle k}, en {\displaystyle h} en {\displaystyle \varepsilon } met {\displaystyle k^{2}}.

## p= 2
Hieronder wordt aangenomen dat {\displaystyle p=2} (omgekeerde kwadratenwet).
Bij gravitatie (zwaartekracht) is {\displaystyle \mu } gelijk aan de gravitatieconstante maal de totale massa; de aannamen gelden voor bolsymmetrische massa's (althans, het geheel van krachten tussen beide lichamen is gelijkwaardig met een kracht tussen de massamiddelpunten); dit betekent ook dat het starre lichamen zijn zonder getijdewerking. (Dat de lichamen om hun as draaien hoeft niet te worden uitgesloten, dat is onder deze voorwaarden onafhankelijk van de banen.)
Bij een vlucht met geen andere krachten dan gravitatie is er gewichtloosheid; de vlucht is een vrije val.

### Tweedimensionaal
Het tweedimensionale geval betreft het geval {\displaystyle h\neq 0}. In dit geval is {\displaystyle r} een functie van de richting {\displaystyle \theta }. De hulpvariabele {\displaystyle u=1/r} voldoet aan:
{\displaystyle {\frac {d^{2}u}{d\theta ^{2}}}+u={\frac {\mu }{h^{2}}}.}
Dit geeft de baan in poolcoördinaten:
{\displaystyle r={\frac {h^{2}}{\mu }}{\frac {1}{1+e\cdot \cos \theta }}}
met willekeurige richting waar {\displaystyle \theta } nul is, en willekeurige niet-negatieve {\displaystyle e}.
Dit is een kegelsnede: beide lichamen beschrijven ten opzichte van het massamiddelpunt en ten opzichte van elkaar gelijkvormige kegelsneden als banen. Het massamiddelpunt, respectievelijk het andere lichaam staat in een van de brandpunten van de kegelsnede. Bij een aantrekkende kracht is het een ellips, een parabool of de nabije tak van een hyperbool. Bij een afstotende kracht is het altijd de verre tak van een hyperbool. De baan kan uiteraard ook een deel van een kegelsnede zijn, bijvoorbeeld bij een raket tussen twee manoeuvres, of tot een object in een dampkring komt of een hemellichaam raakt.
Zoals gezegd geldt voor iedere mogelijke plaatstijdfunctie dat de in de tijd gespiegelde plaatstijdfunctie ten opzichte van een tijdstip waarop de radiale snelheidscomponent nul is gelijk is aan een ruimtelijke spiegeling van de plaatstijdfunctie. Dit geldt bij de ellips in twee punten en bij de parabool en hyperbool in één punt, voor zover in die punten de afstand tussen de lichamen niet kleiner zouden zijn dan de som van de stralen van de lichamen.
De parameter {\displaystyle e} is de excentriciteit van de kegelsnede. Hiervoor geldt:
{\displaystyle e={\sqrt {1+{\frac {2\varepsilon h^{2}}{\mu ^{2}}}}}}
De kleinste afstand, bij een ellips heet dit de periapsisafstand, is dus
{\displaystyle r={\frac {h^{2}}{\mu +\mid \mu \mid e}}}
Twee bolvormige lichamen kunnen elkaar passeren als de som van de stralen kleiner is.
Bij de ellipsbaan en de hyperboolbaan geldt ook:
{\displaystyle r=a\operatorname {sgn}(\mu ){\frac {|1-e^{2}|}{1+e\cdot \cos \theta }}}
met sgn de signumfunctie en
{\displaystyle a={\frac {|\mu |}{2|\varepsilon |}}={\frac {h^{2}}{|\mu (1-e^{2})|}}}
{\displaystyle a} is hier de halve grote as van de ellips of de halve afstand tussen de takken van de hyperbool.
De kleinste afstand kan nu ook worden uitgedrukt als {\displaystyle a(1-e)} bij een ellips, {\displaystyle a(e-1)} bij een nabije hyperbooltak en {\displaystyle a(e+1)} bij een verre hyperbooltak.
Verder geldt:
{\displaystyle \varepsilon ={v^{2} \over 2}-{\mu  \over r}}
met {\displaystyle v} de grootte van de relatieve snelheid tussen de twee massa's.
Na berekening van {\displaystyle \varepsilon } op basis van {\displaystyle r} en {\displaystyle v} in één punt van de baan geeft dit de relatie tussen afstand en snelheid voor de hele baan.
Bij een aantrekkende kracht geeft de vergelijking
{\displaystyle 0={v^{2} \over 2}-{\mu  \over r}}
voor iedere afstand de ontsnappingssnelheid.
Bij een gegeven niet-negatieve {\displaystyle \varepsilon } geeft de vergelijking
{\displaystyle \varepsilon ={v^{2} \over 2}}
de eindsnelheid.
Bij een afstotende kracht geeft de vergelijking
{\displaystyle {v^{2} \over 2}=-{\mu  \over r}}
voor iedere afstand de snelheid in het oneindige waarmee de twee lichamen elkaar tot op deze afstand kunnen benaderen.
Bij een ellipsbaan wordt de omlooptijd {\displaystyle T} gegeven door:
{\displaystyle T=2\pi {\sqrt {\frac {a^{3}}{\mu }}}}
Vaak is bij een planeet of komeet die zich in het zonnestelsel beweegt de invloed van andere hemellichamen dan de zon vrij klein, waardoor er bij benadering een tweelichamenprobleem is. De banen zijn dan bij benadering kegelsneden, gegeven door de wetten van Kepler.
Bij de maan en de meeste kunstmatige satellieten is de aarde het andere lichaam en is de invloed van andere hemellichamen dan de aarde vrij klein. Er is dan bij benadering sprake van een tweelichamenprobleem, zodat de baan net als bij planeten bij benadering een ellips is. Dit geldt ook bij een suborbitale ruimtevlucht, voor zover buiten de atmosfeer met de motor uit, alleen is die baan een deel van een ellips. Bij een klein object zoals een kunstmatige satelliet geldt {\displaystyle \mu =398.600{,}4418(9)\,{\text{km}}^{3}{\text{s}}^{-2}} (zie GM-product voor de Aarde).
Een kogelbaan is bij verwaarlozing van luchtweerstand een kegelsnede die afhangt van het gravitatiemodel: bij een uniform gravitatieveld is het een parabool. Als met de kromming van de aarde rekening wordt gehouden dan is het een stukje van een ellips, met verticale lange as. Het niet van toepassing zijnde gedeelte van de ellips gaat binnen de aarde onder het middelpunt van de aarde door. Het wel van toepassing zijnde gedeelte is bij benadering een parabool, en {\displaystyle e} is bijna 1, corresponderend met een waarde van {\displaystyle \varepsilon h^{2}} dicht bij nul, maar dit komt niet doordat {\displaystyle \varepsilon } in de buurt van nul zou zijn, maar doordat {\displaystyle h} relatief klein is.

### Eén dimensie
Het eendimensionale geval betreft het geval {\displaystyle h=0}.
Bij een aantrekkende kracht kan een baan bestaan uit verwijdering van de lichamen van elkaar en terugvallen, zich zo snel van elkaar verwijderen dat ze niet meer terugkomen, of vanuit het oneindige op elkaar vallen.
Bij een afstotende kracht kan een baan bestaan uit het naar elkaar toe komen en weer van elkaar af bewegen, het naar elkaar toe komen tot ze botsen, of het vanaf het bij elkaar zijn steeds sneller van elkaar af bewegen.
De eendimensionale banen kunnen worden ingedeeld in ontaarde ellips-, parabool- en hyperboolbanen, door ze op te vatten als limietgevallen van tweedimensionale banen met dezelfde specifieke baanenergie, waarbij het impulsmoment naar nul gaat. Bij de ellipsen stijgt de excentriciteit naar 1, bij de hyperbolen daalt de excentriciteit naar 1, en bij de parabolen blijft de excentriciteit gewoon 1. Doordat de kleinste afstand naar nul gaat kunnen de lichamen daar niet langs, dus de banen beginnen op zijn vroegst en/of eindigen uiterlijk op het punt waar ze elkaar raken.
Er geldt overeenkomstig bovenstaande formules:
{\displaystyle {\ddot {r}}=-{\frac {\mu }{r^{2}}}}
{\displaystyle e=1}
{\displaystyle \varepsilon ={v^{2} \over 2}-{\mu  \over r}}
{\displaystyle a={\frac {|\mu |}{2|\varepsilon |}}}
De brandpuntsafstand is
{\displaystyle R=2a={\frac {|\mu |}{|\varepsilon |}}}
Een omkeerpunt (en daarmee een tijdstip ten opzichte waarvan de plaatstijdfunctie symmetrisch is) is er bij de ontaarde ellips, en bij de ontaarde hyperbool in geval van afstoting, voor zover in dat punt de afstand tussen de lichamen niet kleiner zou zijn dan de som van de stralen van de lichamen. Dit omkeerpunt is het brandpunt buiten de oorsprong.
De vis viva vergelijking wordt in deze gevallen:
{\displaystyle -{\mu  \over R}={v^{2} \over 2}-{\mu  \over r}}
Bij de ontaarde hyperbool geldt bij aantrekking dat de brandpuntsafstand {\displaystyle R} de afstand is waarop de kinetische energie tweemaal de totale energie is.
De vis viva vergelijking wordt in dit geval:
{\displaystyle {\mu  \over R}={v^{2} \over 2}-{\mu  \over r}}
Bij de ontaarde ellips geldt verder, met de tijd {\displaystyle t=0} in het omkeerpunt en met {\displaystyle x=r/R}:
{\displaystyle |t|={\frac {\arccos {\sqrt {x}}+{\sqrt {x\ (1-x)}}}{\sqrt {2\mu }}}\,R^{3/2}}
Dit is dus de tijd die een radiale val vanuit stilstand op afstand {\displaystyle R} tot op een afstand van {\displaystyle r} duurt, zonder luchtweerstand, en ook de tijd die radiaal van elkaar af bewegende lichamen op afstand {\displaystyle r} nog nodig hebben om hun grootste afstand {\displaystyle R} te bereiken.
Deze en soortgelijke vergelijkingen kunnen afgeleid worden door de relatieve snelheid in termen van de afstand uit de vis-vivavergelijking af te leiden, dan het omgekeerde te nemen (dit geeft de afgeleide van de tijd naar de afstand), en dan naar de afstand te integreren.
{\displaystyle T={\frac {\pi }{\sqrt {2\mu }}}\,R^{3/2}=2\pi {\sqrt {\frac {a^{3}}{\mu }}}}
Weliswaar is de baan niet periodiek, maar dit is de omloopduur voor de totale baan in het geval van puntmassa's. Deze baan kan maar gedeeltelijk worden beschreven als de massa's ruimte innemen.
Bij de ontaarde hyperbool geldt bij aantrekking, met de tijd {\displaystyle t=0} het geëxtrapoleerde tijdstip waarop de middelpunten van de lichamen zouden samenvallen, en met {\displaystyle x=r/R}:
{\displaystyle |t|={\frac {{\sqrt {x^{2}+x}}-\ln({\sqrt {x}}+{\sqrt {1+x}})}{\sqrt {2\mu }}}\,R^{3/2}}
Bij de ontaarde hyperbool geldt bij afstoting, met de lichamen op de tijd {\displaystyle t=0} in het omkeerpunt op afstand {\displaystyle R}, en met {\displaystyle x=r/R}:
{\displaystyle |t|={\frac {{\sqrt {x^{2}-x}}+\ln({\sqrt {x}}+{\sqrt {x-1}})}{\sqrt {-2\mu }}}\,R^{3/2}}
Bij de ontaarde parabool geldt, met de tijd {\displaystyle t=0} het geëxtrapoleerde tijdstip waarop de middelpunten van de lichamen zouden samenvallen:
{\displaystyle |t|={\sqrt {\frac {2r^{3}}{9\mu }}}}
en dus
{\displaystyle r=\left({\frac {9}{2}}\mu t^{2}\right)^{\frac {1}{3}}}

### Negatievea
Soms wordt bij een hyperbool {\displaystyle a} gedefinieerd als −1 maal de halve afstand tussen de takken. Dan geldt voor zowel de ellipsbaan als de hyperboolbaan:
{\displaystyle r=a\operatorname {sgn}(\mu ){\frac {1-e^{2}}{1+e\cdot \cos \theta }}}
en
{\displaystyle a=-{\frac {|\mu |}{2\varepsilon }}={\frac {h^{2}}{\mu (1-e^{2})}}}
Er is nu dus één formule voor {\displaystyle \varepsilon } in termen van {\displaystyle a}:
{\displaystyle \varepsilon =-{\frac {|\mu |}{2a}}}
De relatie tussen afstand en snelheid (vis viva vergelijking) is nu dus:
{\displaystyle v^{2}=\left({2\mu  \over r}-{|\mu | \over a}\right)}
Met {\displaystyle a=\infty } gelden deze twee formules ook voor de paraboolbaan.
De kleinste afstand kan nu worden uitgedrukt als {\displaystyle a(1+e)} bij aantrekking (behalve bij de parabool) en {\displaystyle -a(1+e)} bij afstoting.
Het omkeerpunt bij de ontaarde ellips, en bij de ontaarde hyperbool in geval van afstoting is:
{\displaystyle R=2|a|=-{\mu  \over \varepsilon }}
Bij de ontaarde hyperbool in geval van aantrekking geldt:
{\displaystyle R=-2a={\mu  \over \varepsilon }}

### Schaling bij gravitatie
Bij gravitatie geldt bij gelijkblijvende dichtheden dat {\displaystyle \mu } vermenigvuldigd wordt met {\displaystyle k^{3}} als de afstanden (en daarmee de groottes van de lichamen), worden vermenigvuldigd met {\displaystyle k}. De snelheden en versnellingen in de baan worden dan ook vermenigvuldigd met {\displaystyle k}. De waarden van {\displaystyle \varepsilon } en {\displaystyle h} worden vermenigvuldigd met {\displaystyle k^{2}}, de zwaartekracht tussen de twee lichamen met {\displaystyle k^{4}}. De doorlooptijden blijven gelijk. De omlooptijd in een lage baan van een relatief kleine massa om een bol met dezelfde dichtheid als de Aarde is bijvoorbeeld altijd ongeveer anderhalf uur.
Deze en andere relaties tussen schalingen volgen uit de dimensies van de grootheden. Uitgedrukt in dichtheid, lengte en tijd, zijn deze:
- afstand: lengte
- snelheid: lengte × tijd-1
- versnelling: lengte × tijd-2
- massa: dichtheid × lengte3
- kracht: dichtheid × lengte4 × tijd-2
- {\displaystyle \mu } (evenredigheidsconstante bij de versnelling volgens de omgekeerde kwadratenwet): lengte3 × tijd-2
- gravitatieconstante:  dichtheid-1 × tijd-2
- specifieke baanenergie {\displaystyle \varepsilon }: lengte2 × tijd-2
- specifieke impulsmoment {\displaystyle h}: lengte2 × tijd-1

Het feit dat de gravitatieconstante, op deze manier uitgedrukt, niet afhangt van de dimensie lengte, correspondeert met de genoemde eigenschap dat bij schaling van de lengtes en gelijkblijvende dichtheden, doorlooptijden gelijk blijven. De dimensie van de gravitatieconstante laat bijvoorbeeld ook zien dat bij verviervoudiging van de dichtheden, dezelfde banen doorlopen kunnen worden, maar dan met gehalveerde doorlooptijden. Dit alles in een model waarbij de enige kracht de zwaartekracht is. De lichamen worden star verondersteld, zodat de inwendige krachten niet in beschouwing genomen hoeven worden.

## p= 3
Voor {\displaystyle p=3} wordt de differentiaalvergelijking voor de afstand als functie van de tijd:
{\displaystyle {\ddot {r}}={\frac {h^{2}-\mu }{r^{3}}}}
Voor {\displaystyle h\neq 0} kunnen we weer de afhankelijkheid van de tijd buiten beschouwing laten; we krijgen dan:
{\displaystyle {\frac {d^{2}u}{d\theta ^{2}}}+u(1-{\frac {\mu }{h^{2}}})=0}
We kunnen daarbij de volgende gevallen onderscheiden, met de verzamelnaam Cotes' spiral:
{\displaystyle 0<h^{2}<\mu ,\,\varepsilon <0} (Poinsot's spiral):
{\displaystyle r={\frac {\sqrt {\frac {h^{2}-\mu }{2\varepsilon }}}{\cosh \left(\theta {\sqrt {{\frac {\mu }{h^{2}}}-1}}\right)}}}

{\displaystyle 0<h^{2}<\mu ,\,\varepsilon =0} (logaritmische spiraal):
{\displaystyle r=e^{\theta {\sqrt {{\frac {\mu }{h^{2}}}-1}}}=\mu ^{\frac {1}{4}}{\sqrt {2t}}}

{\displaystyle 0<h^{2}<\mu ,\,\varepsilon >0} (Poinsot's spiral):
{\displaystyle r={\frac {\sqrt {\frac {\mu -h^{2}}{2\epsilon }}}{\sinh \left(\theta {\sqrt {{\frac {\mu }{h^{2}}}-1}}\right)}}}

{\displaystyle h^{2}=\mu ,\,\varepsilon =0} (cirkelbaan):
{\displaystyle r} is constant
{\displaystyle \theta ={\frac {ht}{r^{2}}}}

{\displaystyle h^{2}=\mu ,\,\varepsilon >0} (hyperbolische spiraal):
{\displaystyle r={\frac {h}{\theta {\sqrt {2\varepsilon }}}}=\pm t{\sqrt {2\varepsilon }}}
{\displaystyle \theta ={\frac {h}{2\varepsilon t}}}

{\displaystyle h^{2}>\mu } (epispiraal):
{\displaystyle r={\frac {\sqrt {\frac {h^{2}-\mu }{2\varepsilon }}}{\cos \left(\theta {\sqrt {1-{\frac {\mu }{h^{2}}}}}\right)}}}
Deze laatste formule geldt (bij {\displaystyle h\neq 0}) zowel voor alle gevallen van afstoting als voor een deel van de gevallen van aantrekking, en het geval van helemaal geen kracht.
Uit Newton's theorem of revolving orbits volgt dat alle mogelijke plaatstijdfuncties voor alle waarden van {\displaystyle \mu } ingedeeld kunnen worden naar de waarde van {\displaystyle \varepsilon } en die van {\displaystyle b=h^{2}-\mu }: binnen elke combinatie van {\displaystyle \varepsilon } en {\displaystyle b} geldt voor alle plaatstijdfuncties dat de functie {\displaystyle r(t)} hetzelfde is, behalve de combinatie {\displaystyle \varepsilon =0}, {\displaystyle b=0}, waarbij de functie {\displaystyle r(t)} elke constante functie kan zijn. Speciale gevallen per combinatie zijn het geval {\displaystyle h=0}, {\displaystyle \mu =-b} (radiale beweging) en het geval {\displaystyle h^{2}=b}, {\displaystyle \mu =0} (als {\displaystyle b} niet negatief is); de laatste betreft stilstand of een eenparig rechtlijnige beweging, met een impulsmoment van {\displaystyle {\sqrt {b}}}, waarbij voor {\displaystyle b>0} de vergelijking van de rechte lijn in poolcoördinaten is:
{\displaystyle r={\frac {\sqrt {\frac {b}{2\epsilon }}}{\cos \theta }}}
Uit deze opsomming van mogelijke banen blijkt dat er geen volledige banen zijn met {\displaystyle r} naar boven begrensd en ook naar beneden door een positief getal begrensd, behalve de cirkelbanen, dus bijvoorbeeld geen ellipsen.
De energievergelijking is:
{\displaystyle \varepsilon ={v^{2} \over 2}-{\mu  \over 2r^{2}}}
De specifieke radiale kinetische energie is dus:
{\displaystyle \varepsilon +{\mu -h^{2} \over 2r^{2}}}
Uit de differentiaalvergelijking voor de afstand als functie van de tijd volgt dat voor twee banen met dezelfde functie {\displaystyle r(t)} de waarden van {\displaystyle h^{2}-\mu } onderling gelijk zijn, en omdat de specifieke radiale kinetische energie voor beide ook gelijk is is {\displaystyle \varepsilon } ook voor beide gelijk.
Bij een aantrekkende kracht is de ontsnappingssnelheid op afstand {\displaystyle r}:
{\displaystyle v={\frac {\sqrt {\mu }}{r}}}
Als {\displaystyle h^{2}\leq \mu } is het voor het ontsnappen wel nodig dat de snelheid een radiale component naar buiten heeft.

### Schaling bijp= 3
Gegeven een bepaalde baan is bij dezelfde {\displaystyle \mu } ook een gelijkvormige baan mogelijk met de lengtes vermenigvuldigd met {\displaystyle k} (een willekeurige positieve constante). De doorlooptijd van een gelijkvormig deel van de baan wordt dan vermenigvuldigd met {\displaystyle k^{2}}. Overeenkomstig de dimensies worden snelheden vermenigvuldigd met {\displaystyle k^{-1}}, versnellingen met {\displaystyle k^{-3}} en {\displaystyle \varepsilon } met {\displaystyle k^{-2}}, terwijl {\displaystyle h} gelijk blijft. Bij de logaritmische spiraal is dit alles binnen één plaatstijdfunctie van toepassing, omdat het overeenkomt met een draaiing van de baan.
Als {\displaystyle \mu } vermenigvuldigd wordt met {\displaystyle k^{4}} worden bij dezelfde doorlooptijden de afstanden, snelheden en versnellingen vermenigvuldigd met {\displaystyle k}, en {\displaystyle h} en {\displaystyle \varepsilon } met {\displaystyle k^{2}}.

## Combinatie vanp= 2 enp= 3
Uit Newton's theorem of revolving orbits volgt dat bij een versnelling 
{\displaystyle a=-{\frac {\mu _{2}}{r^{2}}}-{\frac {\mu _{3}}{r^{3}}}}
(positief indien naar buiten gericht) geldt:
{\displaystyle r={\frac {h_{2}^{2}}{\mu _{2}}}{\frac {1}{1+e\cdot \cos(\theta /k)}}}
met
{\displaystyle e={\sqrt {1+{\frac {2\epsilon _{2}h_{2}^{2}}{\mu _{2}^{2}}}}}}
indien
{\displaystyle \mu _{3}=h_{2}^{2}(k^{2}-1)}
Er geldt
{\displaystyle h=kh_{2}}
De functie r(t) is onafhankelijk van k, dus gelijk aan die in het geval p = 2 (het geval k = 1). Voor k = 0 is de baan radiaal. Anders dan bij p = 2 en p = 3 (behalve in het geval van stilstand en dus helemaal geen kracht) zijn er hierbij dus radiale banen waarbij de afstand naar beneden door een positief getal begrensd is en deze ook naar boven begrensd is, er is dan een aantrekkende kwadratische en een afstotende kubische kracht. Het geval p = 3, maar alleen voor {\displaystyle \mu _{3}<h^{2}}, komt overeen met e is oneindig.

## Websites
- (en)  4.3  Free-Fall Equations